# Luidia neozelanica
Luidia neozelanica är en sjöstjärneart som beskrevs av Ole Theodor Jensen Mortensen 1925. Luidia neozelanica ingår i släktet Luidia och familjen sprödsjöstjärnor.
Artens utbredningsområde är havet kring Nya Zeeland. Inga underarter finns listade i Catalogue of Life.